# STS-128
STS-128は、2009年8月に行われたスペースシャトル ディスカバリーによる国際宇宙ステーション（ISS）組み立てミッション（17A）である。スペースシャトルによるISSの組立・補給フライトとしては30回目の組立フライトである。

## ミッション内容
主な内容は、多目的補給モジュール（MPLM）レオナルドを使った機材の搬入や物資の補給等である。これによりソユーズTMA-15から6人常駐体制となったISSの居住設備を拡充した。
2台目の空気浄化装置、冷凍冷蔵庫(MELFI-2)、2台の国際標準実験ラック、きぼうに仮設置するクルー用個室など合計6.5トン以上の物資がMPLMに搭載されてISSに届けられた。搬入する機材のなかには2台目となるクルーの運動用のトレッドミル「C.O.L.B.E.R.T」も含まれる。
3回の船外活動が実施され、STS-122でコロンバス外部に設置されていた欧州技術曝露実験装置（EuTEF）と、同じくコロンバス外部に設置されていた材料曝露実験装置(MISSE-6)の回収や、空となったP1トラスのアンモニアタンクの交換を行った。
この飛行がスペースシャトルによる最後のISS長期滞在クルーの交代となった。

## 打ち上げ
ディスカバリーの打上げは今回で37回目、スペースシャトルの打上げとしては、128回目となった。元々8月25日に打ち上げが予定されていたが、悪天候と、オービタ側の液体水素充填排出バルブ（FDV）の問題で延期された。

## 着陸
ディスカバリーはアメリカ東部夏時間9月11日20時53分（日本時間9月12日9時53分）、カリフォルニア州のエドワーズ空軍基地に無事着陸した（ケネディ宇宙センターの天候が悪く、また翌日に回復する見込みがなかったため、ディスカバリーをエドワーズ空軍基地へ着陸させた）。
なお着陸前日の日本時間9月11日2時1分に、宇宙航空研究開発機構（JAXA）により鹿児島県種子島宇宙センターから宇宙ステーション補給機（HTV）技術実証機（初号機）が打ち上げられており、約1日弱ではあるが、ISS軌道上を、ISSとスペースシャトルとHTVが同時飛行している（ただしドッキングまたはランデブーはしていない）状態となった。

## 乗組員
かっこ内の数字は、今回を含めたフライト経験数。
- フレドリック・スターカウ(4)— 船長
- ケビン・フォード（英語版）(1)— パイロット
- パトリック・フォレスター（英語版）(3)— ミッションスペシャリスト
- ホセ・モレノ・ヘルナンデス(1)— ミッションスペシャリスト
- クリステル・フォーグレサング(2)— ミッションスペシャリスト
- ジョン・オリバース（英語版）(2)— ミッションスペシャリスト

### 出発する第20次長期滞在員
- ニコール・ストット(1)— ミッションスペシャリスト

### 帰還する第20次長期滞在員
- ティモシー・コプラ(1)— ミッションスペシャリスト

## ギャラリー

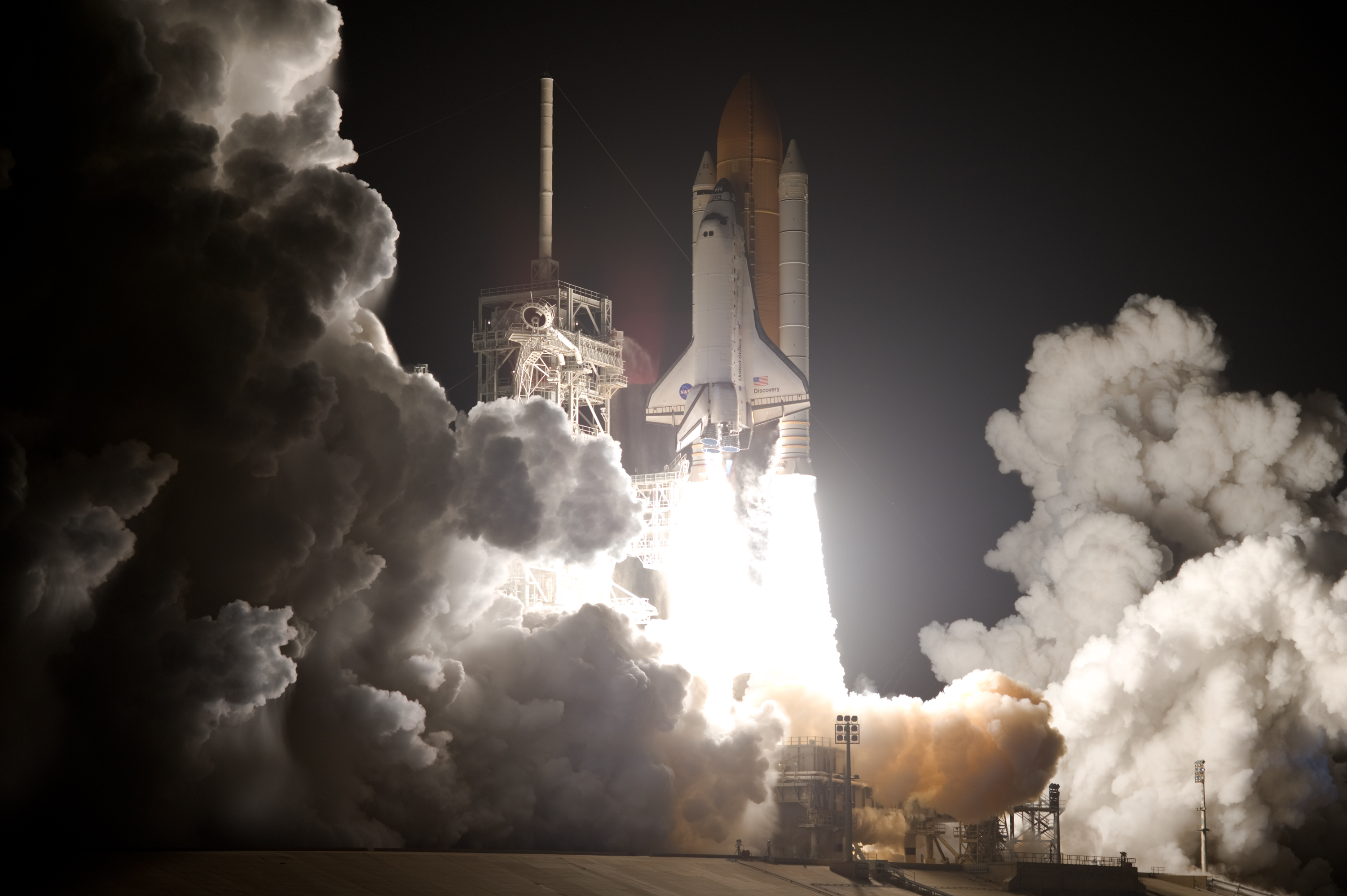
打ち上げ
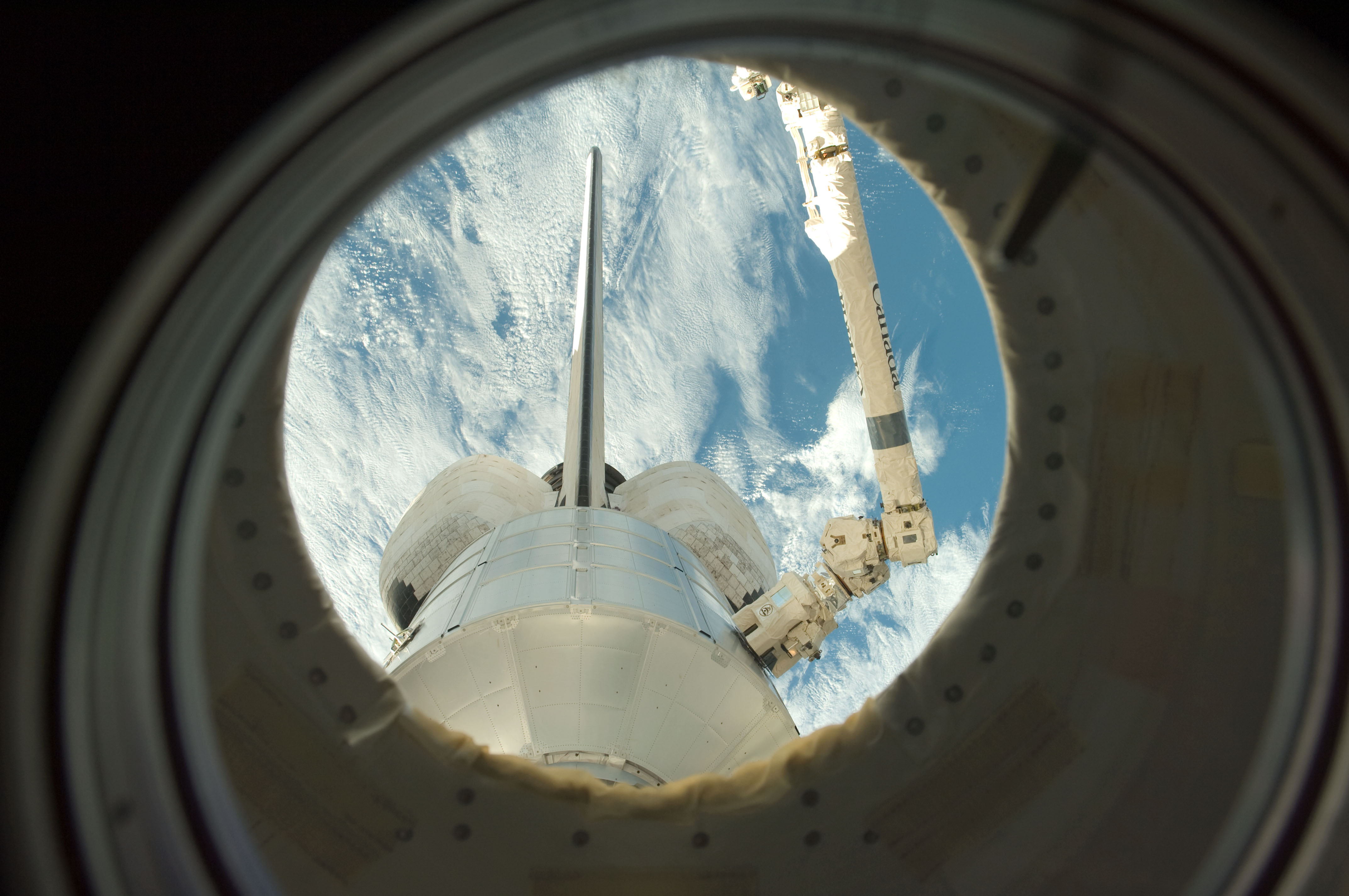
MPLMの取り出し
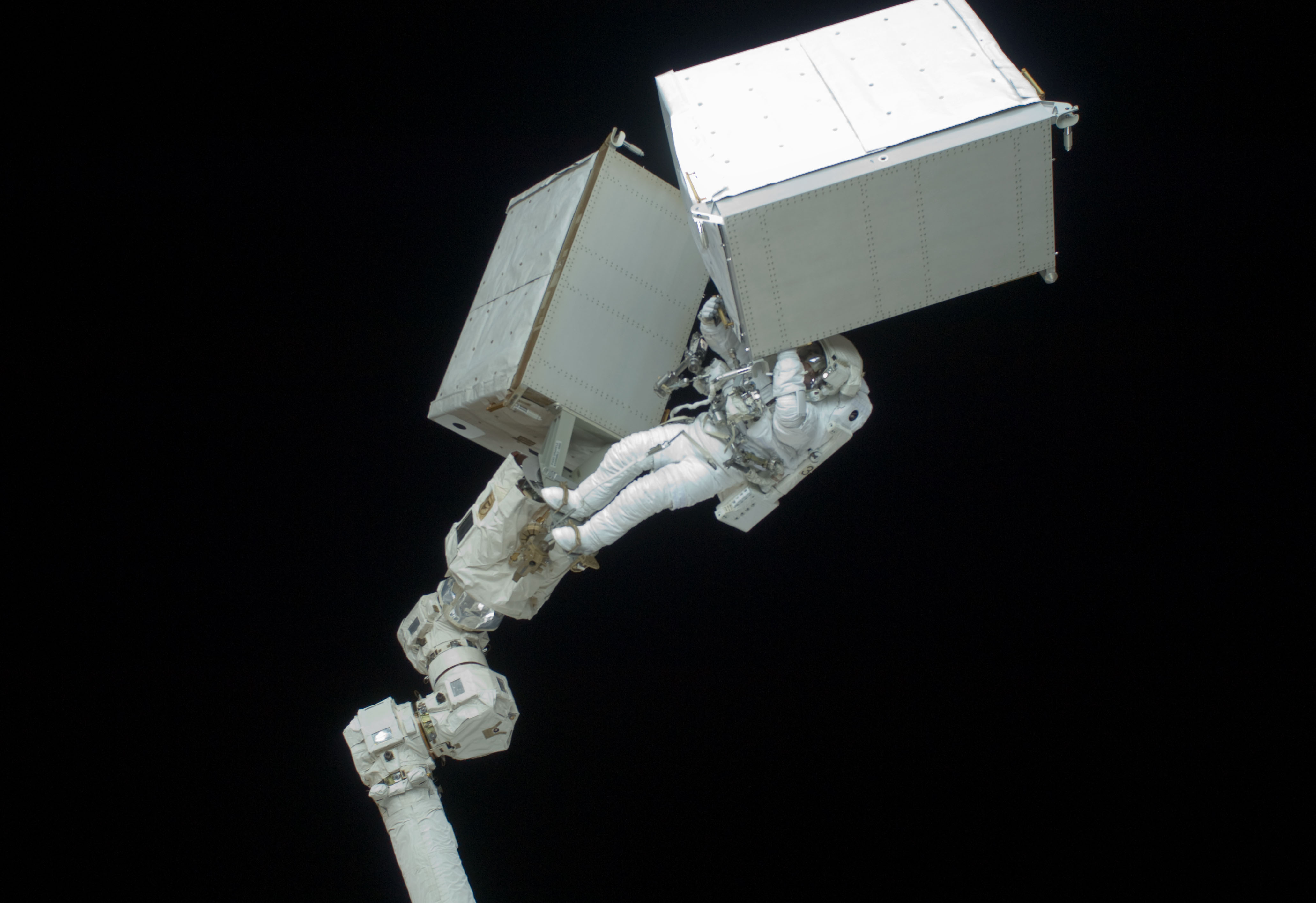
アンモニアタンクの交換作業
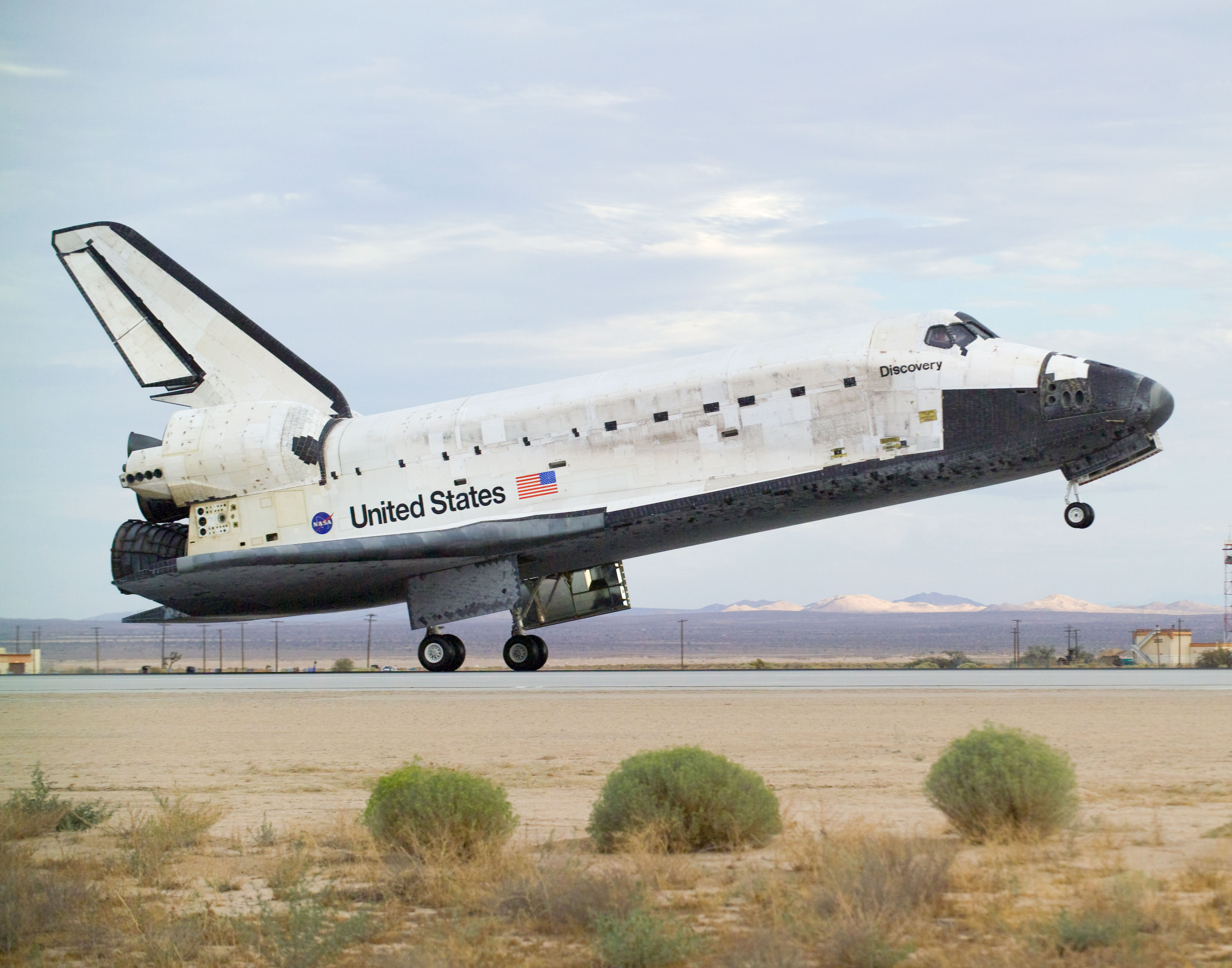
着陸